# Вайлуа (Гаваї)
Вайлуа (англ. Wailua) — переписна місцевість (CDP) в США, в окрузі Кауаї штату Гаваї. Населення — 2359 осіб (2020).

## Географія
Вайлуа розташована за координатами 22°3′15″ пн. ш. 159°20′20″ зх. д. / 22.05417° пн. ш. 159.33889° зх. д. (22.054230, -159.338939).  За даними Бюро перепису населення США в 2010 році переписна місцевість мала площу 4,61 км², з яких 3,81 км² — суходіл та 0,80 км² — водойми.

## Демографія
Згідно з переписом 2010 року, у переписній місцевості мешкали 2254 особи в 885 домогосподарствах у складі 556 родин. Густота населення становила 489 осіб/км².  Було 1437 помешкань (312/км²).
Расовий склад населення:
| - 33,1 % — білих - 31,8 % — азіатів - 7,7 % — вихідців з тихоокеанських островів - 0,6 % — чорних або афроамериканців - 0,2 % — корінних американців - 1,4 % — осіб інших рас |

До двох чи більше рас належало 25,2 %. Частка іспаномовних становила 10,0 % від усіх жителів.
За віковим діапазоном населення розподілялося таким чином: 22,1 % — особи молодші 18 років, 61,1 % — особи у віці 18—64 років, 16,8 % — особи у віці 65 років та старші. Медіана віку мешканця становила 44,1 року. На 100 осіб жіночої статі у переписній місцевості припадало 98,6 чоловіків;  на 100 жінок у віці від 18 років та старших — 93,3 чоловіків також старших 18 років.
Середній дохід на одне домашнє господарство  становив 77 771 долар США (медіана — 54 594), а середній дохід на одну сім'ю — 81 751 долар (медіана — 62 000). Медіана доходів становила 50 387 доларів для чоловіків та 42 105 доларів для жінок. За межею бідності перебувало 10,1 % осіб, у тому числі 16,9 % дітей у віці до 18 років та 3,9 % осіб у віці 65 років та старших.
Цивільне працевлаштоване населення становило 1314 осіб. Основні галузі зайнятості: мистецтво, розваги та відпочинок — 25,0 %, освіта, охорона здоров'я та соціальна допомога — 19,6 %, роздрібна торгівля — 11,3 %, науковці, спеціалісти, менеджери — 11,2 %.